# 龔愷
龔愷（1507年—1564年），字次元，號全山，直隸松江府華亭縣（今上海市）人，明朝政治人物。

## 生平
嘉靖十三年（1534年）甲午科應天府乡试第四十五名举人，嘉靖二十六年（1547年）丁未科三甲六十二名進士，刑部觀政，授慈谿知縣。嘉靖二十九年，授陝西道試監察御史；次年實授。因反對仇鸞開馬市，后得杖刑，仍然授原職，巡视两淮盐政，中道母丧奔归。嘉靖三十三年（1554年）服闋，次年还台复任原职，巡按广西。后升任山東參議，晋湖广副使，至黄州患病，告归，次年考察降调。卒年五十八。

## 家族
曾祖龔暉。祖父龔顥。父龔襲，號西荷。母蒋氏。慈侍下。兄龔忱、龔情（號方川，贡士）。弟龔悌。子大儒、大信、大佐（监生）、大傳、大似。